# 滋賀県旗
滋賀県旗（しがけんき）は、日本の都道府県の一つ、滋賀県の旗。本項では、旗に図示されている滋賀県章（しがけんしょう）についても併せて解説する。

## 解説
県章は1957年（昭和32年）5月3日の県告示第138号により制定された。県章のデザイン著作権法の規定により2008年（平成20年）1月1日よりパブリックドメインとなっている。片仮名の「シ」「ガ」を組み合わせて円形に図案化し「和」を表現すると共に内円は琵琶湖を、翼は県の飛躍を表している。
県旗は県章の制定当初、白地に水色の県章を中央やや上寄りに配してゴシック体で「滋賀県」と県名を記載したものが慣例的に使用されていた。また、国民体育大会の県選手団は水色の地に白抜きの県章を左上に配し、右側に白抜きの片仮名で「シガ」と大書したデザインの旗を使用していた。その後、琵琶湖の水面をイメージした水色を地色に白抜きの県章を中央に配置する現在のデザインが確立され、1968年（昭和43年）9月16日の滋賀県告示第355号により正式な県旗として制定された。

滋賀県県章

### シンボルマーク
2001年3月に琵琶湖総合保全整備計画（マザーレイク21計画）が策定されたことを機に制定された。琵琶湖の形をそのままに、中央に黒で「Mother Lake」（母なる湖）と二段組みで表記したシンプル性を重視したデザインであるが、東京都や鹿児島県のようなシンボルマーク旗は制定されていない。